# Park Narodowy Wilpattu
Park Narodowy Wilpattu (ang. Wilpattu National Park) – największy pod względem obszaru park narodowy w Sri Lance obejmujący ważny obszar zamieszkany przez liczną populacje słoni i lampartów.
W wyniku konfliktu etnicznego park był zamknięty dla zwiedzających w latach 1985–2003.
Niektóre gatunki zwierząt zamieszkujących Park:
- słoń indyjski;
- lampart;
- jeleń aksis;
- wargacz;
- paw indyjski.